# Crytea melanothorax
Crytea melanothorax là một loài tò vò trong họ Ichneumonidae.